# Tour Down Under

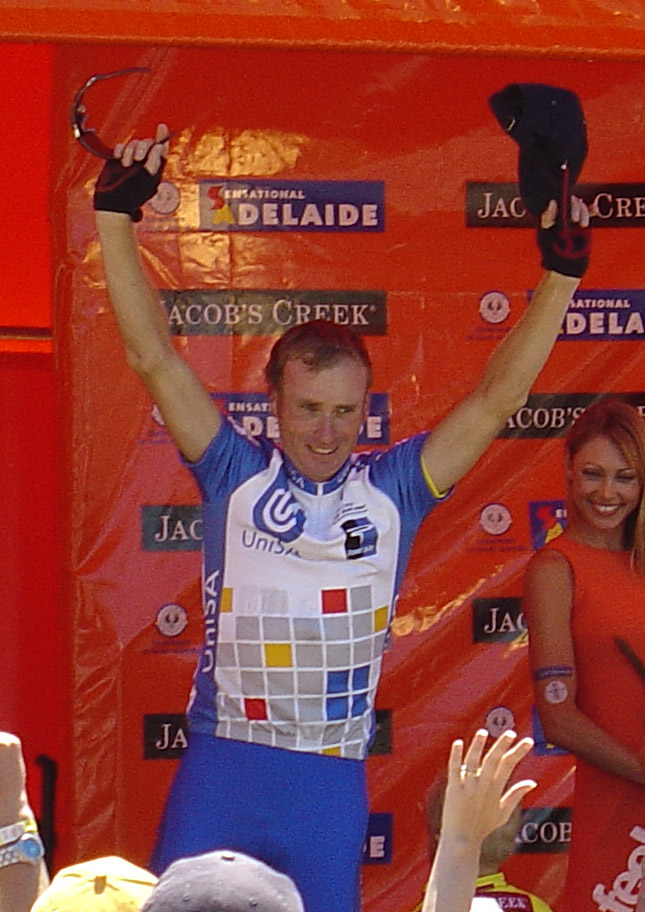
Patrick Jonker vann Tour Down Under 2004

Tour Down Under är en cykeltävling i Adelaide, Australien och runt omkring staden. Tävlingen startar på den tredje tisdagen i januari varje år. Tävlingen startade 1999.
Sedan säsongen 2008 tillhör Tour Down Under UCI ProTour. Tour Down Under blev därmed den första tävlingen utanför Europa att vara del av UCI ProTour. Mellan 2005 och 2007 var tävlingen del av UCI Oceania Tour.
Stuart O'Grady (Australien) var den första cyklisten att vinna Tour Down Under två gånger. Han vann tävlingen både 1999 och 2001.
Simon Gerrans är den cyklist som vunnit loppet flest gånger, med sina fyra segrar i tävlingen.

## Resultatlista
| Année | Segrare           | Tvåa               | Trea               |
| ----- | ----------------- | ------------------ | ------------------ |
| 1999  | Stuart O'Grady    | Jesper Skibby      | Magnus Bäckstedt   |
| 2000  | Gilles Maignan    | Stuart O'Grady     | Steffen Wesemann   |
| 2001  | Stuart O'Grady    | Kai Hundertmarck   | Fabio Sacchi       |
| 2002  | Michael Rogers    | Aleksandr Botjarov | Patrick Jonker     |
| 2003  | Mikel Astarloza   | Lennie Kristensen  | Stuart O'Grady     |
| 2004  | Patrick Jonker    | Robbie McEwen      | Baden Cooke        |
| 2005  | Luis León Sánchez | Allan Davis        | Stuart O'Grady     |
| 2006  | Simon Gerrans     | Luis León Sánchez  | Robbie McEwen      |
| 2007  | Martin Elmiger    | Karl Menzies       | Lars Ytting Bak    |
| 2008  | André Greipel     | Allan Davis        | José Joaquín Rojas |
| 2009  | Allan Davis       | Stuart O'Grady     | José Joaquín Rojas |
| 2010  | André Greipel     | Luis León Sánchez  | Greg Henderson     |
| 2011  | Cameron Meyer     | Matthew Goss       | Ben Swift          |
| 2012  | Simon Gerrans     | Alejandro Valverde | Tiago Machado      |
| 2013  | Tom-Jelte Slagter | Javier Moreno      | Geraint Thomas     |
| 2014  | Simon Gerrans     | Cadel Evans        | Diego Ulissi       |
| 2015  | Rohan Dennis      | Richie Porte       | Cadel Evans        |
| 2016  | Simon Gerrans     | Richie Porte       | Sergio Henao       |
| 2017  | Richie Porte      | Esteban Chaves     | Jay McCarthy       |
| 2018  | Daryl Impey       | Richie Porte       | Tom-Jelte Slagter  |
| 2019  | Daryl Impey       | Richie Porte       | Wout Poels         |
| 2020  | Richie Porte      | Diego Ulissi       | Simon Geschke      |
| 2023  | Jay Vine          | Simon Yates        | Pello Bilbao       |
| 2024  | Stephen Williams  | Jhonatan Narváez   | Isaac del Toro     |
| 2025  | Jhonatan Narváez  | Javier Romo        | Finn Fisher-Black  |